# Uusikaupunki
Uusikaupunki (Zweeds: Nystad) is een gemeente en stad in de Finse provincie West-Finland en in de Finse regio Varsinais-Suomi. De gemeente heeft een landoppervlakte van 503,2 km² en telt 15.902 inwoners (2022).
De stad is in 1617 gesticht door Gustaaf II Adolf van Zweden. In 1721 werd hier de Vrede van Nystad getekend. Sinds 1951 is in Uusikaupunki het industrieel consortium Valmet gevestigd, waar tegenwoordig de Porsche Boxster en de Porsche Cayman worden geassembleerd. In 1969 is hier de Lindblad Explorer gebouwd, een cruiseschip voor arctische omstandigheden.

## Geboren te Uusikaupunki
- Bernhard Henrik Crusell (1775-1838), componist
- Aimo Cajander (1879-1943), botanicus en politicus